# 小行星7099
小行星7099（7099 Feuerbach）是一颗绕太阳运转的小行星，为主小行星带小行星。该小行星于1996年4月发现。

## 轨道参数
小行星7099的轨道半长轴为3.1529107 UA，离心率为0.128。